# منطقه حفاظت‌شده مند
منطقهٔ حفاظت‌شدهٔ مند یک منطقهٔ حفاظت‌شده با مساحت ۳۳۱۴۴ هکتار است که در استان بوشهر در ایران قرار دارد. این منطقهٔ حفاظت‌شده طبق مصوبهٔ شمارهٔ ۶۹۸ در تاریخ ۱۳۸۵/۱/۱۹ در فهرست مناطق تحت حفاظت سازمان محیط زیست ایران قرار گرفت.

## موقعیت
منطقه مند در جنوب رودخانه مند و منتهی به خلیج فارس بوده و نوار ساحلی خلیج فارس از دهانه رودخانه مند تا خور خان به انضمام جزیره خان تا ابتدای خور تهمادون، سپس به سمت شرق تا محاذی روستای زیدون و از آنجا در امتداد جاده ارتباطی بندر دیر - بوشهر به روستای بردخون کهنه و سپس در مسیر شوسه به قریه غیرمسکونی زیررود و شالک در جنوب رودخانه مند متصل می‌شود. اما در نقشه‌های ترسیم شده و به‌طور عملیاتی محدوده شرقی آن تا نزدیکی شهر بردخون و انتهای شمالی آن تا روستای شهنیاء در امتداد جاده ارتباطی مذکور و پل رودخانه مند را نیز شامل می‌شود.
منطقه امن: نیمه شمال غربی آن منطقه امن آن است که از قریه غیرمسکونی شالک و زیررود در جنوب رودخانه مند به مسیر شوسه بردخون کهنه و از آنجا به جاده منتهی به ساحل خور خان می‌رسد و دماغه جزیره خان تا سواحل شمالی خلیج فارس را دربر می‌گیرد.
پارک ملی دریایی دیر- نخیلو با ۲۰هزار هکتار مساحت، در بهمن ۸۶ در شورای عالی حفاظت محیط زیست از نیمه جنوبی منطقه حفاظت شده مند مستقل شد و به ثبت رسید که به بهشت پرندگان معروف است.

## زیستگاه‌ها، رویشگاه‌های خشکی - آبی
دارای دو اکوسیستم آبی - خشکی می‌باشد و شامل زیستگاه‌های:
ـ حاشیه جنوبی رودخانه مند: (یک سوم منطقه را تشکیل می‌دهد) به صورت جلگه ایست که از مراتع و پوشش گیاهی گرامینه‌ها (گندمیان)، درختان کنار، کهور و گزستان‌ها تشکیل شده است که محل زیست اصلی آهو است و گزستان‌ها زیستگاه گراز می‌باشد. در زمستان‌ها مسیل‌ها برکه‌هایی به وجود می‌آورند که محل زمستان گذرانی پرندگان مهاجری چون درنا و… می‌باشد.
ـ دهانه رودخانه مند و بسترهای حاشیه لجنی دریا و جزایر محل زیست پرندگانی چون فلامینگو و گیلانشاه است.
ـ ناحیه مرکزی و شرقی آن کویری با پوشش گیاهی ضعیف از انواع شورپسند می‌باشد.
ـ زیستگاه دریایی: شامل خور خان و جزیره خان از جمله زیستگاه‌های انواع ماهی، لاک پشتها و پرندگان و پرستوهای دریایی است.

## تنوع زیست جانوری و گیاهی
عمده جانوران و گیاهان در منطقه:
پستاندارانی چون: آهو - گراز - گرگ - روباه معمولی - کفتار راه‌راه - تشی - سیاه‌گوش - گربه جنگلی - سیاه‌گوش - خرگوش.
پرندگان از حدود ۵۸ گونه از جمله: درنا - هوبره - فلامینگو - گیلانشاه - انواع پرستوی دریایی - باکلان - بوتیمار - قار - حواصیل - لک لک - غاز - آنقوت - اردک - خوتکا - گیلار - کور کور - سبزه قبا - ماهی خورک - چکاوک - سار - دراج - سلیم - کاکایی - یا کریم - دیدومک - بحری - بالابان - تیهو - کبک.
آبزیان از حدود ۳۰ گونه از جمله: لاک پشت‌های دریایی و (ماهی‌ها شامل): مید - ماهی مرکب - گربه ماهی - گل دم - ساردین - هامور - سنگسر - زمین کن - راشگو - گواف - حلوا سفید - کفال - مار ماهی.
خزندگان (۱۲ گونه مار از جمله): مارهای دریایی - مار جعفری - طلحه مار - کور مار - شتر مار.
گیاهان: اکثراً دارای پوشش گیاهان شورپسند از خانواده کنوپویاسه و انواع گرامینه است. درختان اشک - تهما - آفتاب‌پرست (زابتک) - گلرنگ وحشی (خارخزون) - کهورک (جغجغه) - گز - شوره (گتک) - سیاه‌شور مصری (کاکل) - مَرغ - بهمن - کهور پارسی - خارشتر - استبرق (خرگ) - کنار